# Yunnan Copper
Yunnan Copper Company Limited («Медь Юньнани») — китайская горнодобывающая, металлургическая и химическая компания, третий по величине производитель меди в КНР, после Jiangxi Copper и Zijin Mining Group. Штаб-квартира расположена в Куньмине.

## История
Медеплавильный завод Yunnan Smelting Plant был основан в 1958 году в Куньмине. В 1996 году была основана Yunnan Copper Industry Group. В 1998 году была основана Yunnan Copper Company Limited, которая в том же году вышла на фондовую биржу. В ноябре 2007 года Aluminium Corporation of China приобрела 49 % акций Yunnan Copper Group, материнской компании Yunnan Copper Company. В 2023 году Yunnan Copper Company заняла 1817-е место в рейтинге Forbes Global 2000.

## Деятельность
Сырьевые активы компании Yunnan Copper по добыче медной руды расположены в Китае (округ Юйси, уезды Ланьпин, Дали и Лулян в провинции Юньнань, уезд Даин в провинции Сычуань), Австралии и Чили. Предприятия Yunnan Copper производят катодную медь высокой чистоты, медную проволоку и стержни, золото, серебро, селен, теллур, платину, палладий, висмут и индий, а также серную кислоту, сульфат меди, сульфат никеля и сульфат аммония. 
По итогам 2022 года основные продажи пришлись на катодную медь (75,2 %), драгоценные металлы (8,2 %) и серную кислоту (1,4 %). Крупнейшими рынками сбыта были Китай (93,4 %) и Гонконг (6,6 %).

## Акционеры
Основными акционерами Yunnan Copper являются SASAC (39,9 %), правительство провинции Юньнань (3,4 %), SDIC Chuangyi Industry Fund Management (1,2 %), China Southern Asset Management (0,89 %), Гэн Сяоци (0,57 %) и Fullgoal Fund Management (0,55 %).